# Frische Fahrt

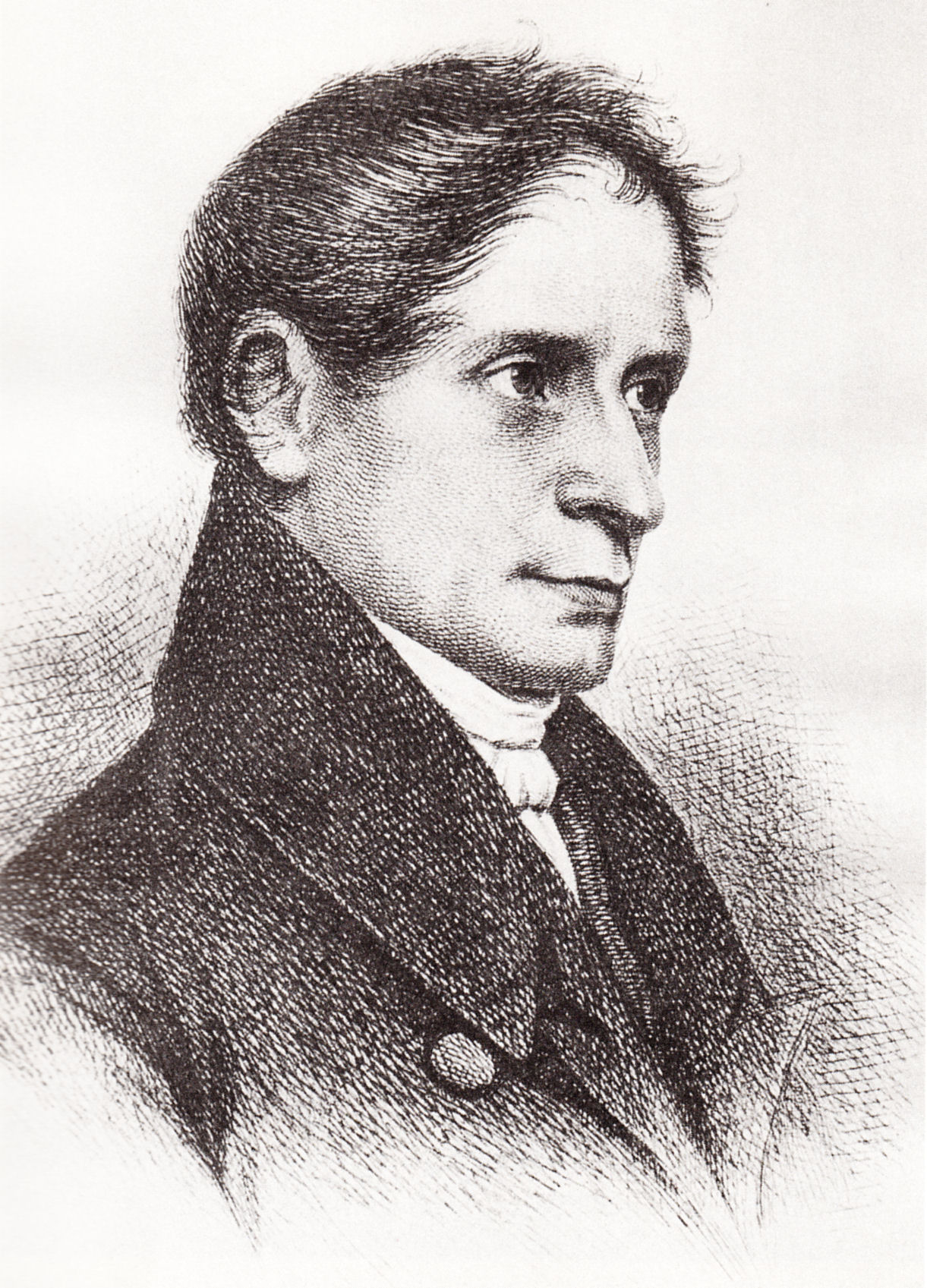
Joseph von Eichendorff

Frische Fahrt ist der Titel eines Gedichts von Joseph von Eichendorff. Es wurde 1815 in dem Roman Ahnung und Gegenwart publiziert und später mehrfach vertont, z. B. von Felix Mendelssohn Bartholdy.

## Struktur
Das Gedicht besteht aus zwei Strophen in jeweils acht Versen aus trochäischen Vierhebern. Die Kadenzen wechseln im Kreuzreim der Gestalt ababcdcd von weiblich zu männlich. Die Zeitform ist das Präsens.

## Wortlaut
Die Schreibung folgt der zitierten Textausgabe, S. 185, 1. Z.v.o.
Frische Fahrt

Laue Luft kommt blau geflossen,

Frühling, Frühling soll es sein!

Waldwärts Hörnerklang geschossen,

Mut’ger Augen lichter Schein,

Und das Wirren bunt und bunter

Wird ein magisch wilder Fluß,

In die schöne Welt hinunter

Lockt dich dieses Stromes Gruß.

Und ich mag mich nicht bewahren!

Weit von Euch treibt mich der Wind,

Auf dem Strome will ich fahren,

Von dem Glanze selig blind!

Tausend Stimmen lockend schlagen,

Hoch Aurora flammend weht,

Fahre zu! ich mag nicht fragen,

Wo die Fahrt zu Ende geht!

## Zitierte Textausgabe
- Ahnung und Gegenwart. Ein Roman. Mit einem Vorwort von de la Motte Fouqué. In: Wolfgang Frühwald, Brigitte Schillbach (Hrsg.): Joseph von Eichendorff. Ahnung und Gegenwart. Erzählungen I (= Joseph von Eichendorff. Werke in fünf Bänden. Band 2). Deutscher Klassiker Verlag, Frankfurt am Main 1985, ISBN 3-618-60120-4, S. 53–382.